# Baljasne (Poltawa)
Baljasna (ukrainisch Балясне; russisch Балясное Балясное) ist ein Dorf in der ukrainischen Oblast Poltawa mit etwa 950 Einwohnern (2004).
Das 1782 gegründete Dorf liegt am Ufer des 17 km langen Flüsschens Harahanka (Гараганка) sowie an den Territorialstraßen T–17–18 und T–17–33. Baljasna befindet sich etwa 40 km nordwestlich vom Oblastzentrum Poltawa und 16 km westlich vom ehemaligen Rajonzentrum Dykanka.
Am 12. Juni 2020 wurde das Dorf ein Teil der neugegründeten Siedlungsgemeinde Dykanka bis dahin bildete es zusammen mit den Dörfern Martschenky (Марченки) und Popiwka (Попівка) die gleichnamige Landratsgemeinde Baljasne (Балясненська сільська рада/Baljasnenska silska rada) im Westen des Rajons Dykanka.
Am 17. Juli 2020 kam es im Zuge einer großen Rajonsreform zum Anschluss des Rajonsgebietes an den Rajon Poltawa.